# Black & White
Black & White är ett datorspel från 2001, tillverkat av Lionhead Studios och publicerat av Electronic Arts. Spelet kan anses vara en blandning av gudaspel, realtidsstrategi och simulation.
Spelaren tar an rollen som en gud, och härskar över en ö bebodd av olika stammar. Spelarens kontroll över ön manifesteras i "Handen", en animerad hand på skärmen som kan röra eller slänga människor och objekt, knacka på hus för att väcka de inuti, skapa mirakel, och göra mycket annat. Användningen av tangentbordet och knappar i spelet är medvetet låg; för att öka känslan av realism kan den muskontrollerade handen utföra varje funktion i spelet.